# شاهنشاه‌ نامه
الشاهنشاهنامه هي ملحمة شعرية تاريخية عن حياة أول ملكين من سلالة الصفويين، إسماعيل الأول وطهماسب الأول. هذه القصيدة من تأليف محمد قاسم قاسمي غونابادي في 9921 بيتًا بعدة بحور شعرية منها المتقارب، بناءً على أمر شاه طهماسب. القصيدة المذكورة، والتي تسمى أيضًا شاهنامه قاسمي، هي من بين القصائد التي قلدت شاهنامه الفردوسي وإسكندرنامه نظامي الكنجوي.
الشاه إسماعيل سنة 917 هـ. عندما التقى هاتفي خراجادي، محرر قصيدة الملحمة تيمورنامه، طلب من هاتفي أن ينظم سيرته الذاتية أيضًا في شكل ملحمة مشابهة. هاتفي حتى وفاته سنة 927هـ. كان قد ألَّف ما يزيد قليلًا عن 1000 بيت شعر حول هذا الموضوع، وظل العمل غير مكتمل. وبعد ذلك بفترة وجيزة، بدأ قاسمي جونابادي، أحد طلاب هاتفي، في تأليف عمل جديد وأكمله في مجلدين منفصلين:
- شاه إسماعيل نامه أو شاهنامه الماضي : يحتوي على 4352 بيتًا عن حياة شاه إسماعيل، كتب سنة 940 هـ. لقد انتهى الأمر. وقد عُرف منه حتى الآن 25 مخطوطة.
- شاه طهماسب نامه أو شاهنامه النواب الأعلى (العالي) : تاريخ عهد شاه طهماسب حتى سنة 967 هـ. هـ، تحتوي على 5569 بيتًا، منها مخطوطتان معروفتان، إحداهما في المكتبة البريطانية ، والأخرى وهي أقدم، مؤرخة سنة 981 هـ. وهو محفوظ في متحف آستان قدس رضوي.

## التقييم
بشكل عام، فإن كتاب شاهنشاهنامه لقاسمي غونابادي يعد من الأعمال الأدبية القيمة في العصر الصفوي، وهو أقرب إلى القصائد الغنائية والمعرفية من القصائد الملحمية في بعض النواحي. هناك أيضًا العديد من الساكينامة في هذا العمل، والتي هي متأثرة بقصائد نظامي كنجافي عن قاسمي كنابادي.